# デュシタニ宇都宮出店計画
デュシタニ宇都宮出店計画（デュシタニうつのみやしゅってんけいかく）とは、JR宇都宮駅東口に建設予定である複合施設棟②にタイの高級ホテルである、デュシタニホテルを出店しようとした計画である。整備事業組成者であったColours International（カラーズ・インターナショナル、イーホテルの持株会社）の資金難により計画は白紙となった 。

## 白紙になるまでの経緯

### デュシットの日本進出公表～特定目的会社の設立
- Dusit Colours（デュシットカラーズ）株式会社の設立

2017年3月、デュシット・インターナショナルは日本でデュシットブランドのホテルを展開するためにColours Internationalと合弁会社Dusit Colours（デュシットカラーズ）株式会社を設立した。
Dusit Coloursへの出資比率はデュシット・インターナショナルが49％であったのに対しColours Internationalは51％であり 、この時点では事業の主導権はColours Internationalが握っていたと思われる。（Dusit Coloursの代表取締役にはColours Internationalの取締役会長である中村裕が、取締役副会長にはColours Internationalの代表取締役である松本義弘が就任していた ことからもこのことが窺える）
- 計画の公表

2019年1月21日、JR宇都宮駅東口地区整備事業の一環として、宇都宮にデュシタニホテルを2022年8月に開業する計画がJR宇都宮駅東口地区整備事業の議員説明会で明らかになる。計画ではColours Internationalが整備事業組成者として資金の調達と、ホテルを整備し所有する特定目的会社の設立を行い、Dusit Coloursがホテルの運営を行うとされていた。
- 特定目的会社の設立

2019年8月、Colours Internationalはデュシタニ宇都宮を出店するため、特定目的会社である合同会社Dusit Thani宇都宮を設立する。

### 資金難から計画の白紙へ
- Colours Internationalの資金難

Colours Internationalは特定目的会社を設立した後、うつのみやシンフォニーが設定した2019年の期日までにホテル整備資金の具体的裏付けを提示できなかった 。
- Colours Internationalのデュシタニホテルの事業からの撤退

2019年12月、Dusit ColoursはD & J 株式会社に名称を変更する。この際、同社へのデュシット・インターナショナルの出資比率は49％から100％に変更され 、デュシット・インターナショナルの完全子会社となっていた。上述したように、2019年の段階でColours Internationalは資金調達に難航していた ことを併せると、同社はコロナ禍以前にデュシタニホテルの事業から撤退していたとみられる。
- 新型コロナウイルスの世界的な感染拡大

2020年3月11日、世界保健機関（WHO）は新型コロナウイルスの世界的な感染拡大を「パンデミック」に相当すると認定する。
- 計画の見直し

2020年6月、宇都宮にデュシタニホテルを出店する計画が見直しとなったとの報道がなされる。Colours Internationalの（日本経済新聞によれば2019年の段階での）資金難により、うつのみやシンフォニーはホテルブランドの変更も視野に入れColours Internationalに代わるホテルの整備事業組成者及び運営者の選定を行ってきたが、直後に起こった世界的な新型コロナウィルスの感染拡大で宿泊需要の回復が見通せず、早期の事業計画作成が難しくなり、デュシタニホテルが入居予定の複合施設棟②の整備を延期せざるをえなくなったという。

### 計画白紙後の状況
- デュシット・インターナショナルの会見

2023年2月、デュシット・インターナショナルは6月に開業するASAI 京都四条と9月に開業するデュシタニ京都に関する会見を行ったが、会見の場にColours InternationalおよびDusit Colours（D & J）の関係者の姿はなく、デュシタニ宇都宮についての言及もなかった。
- 2023年12月時点での状況

宇都宮市はデュシタニホテルに代わる高級ホテルの誘致を目指し、数社のホテル会社と交渉を行っている 。
（デュシット・インターナショナルの日本進出に関する詳細は「Colours International #デュシタニホテル開業計画」を参照）

## 資金難の原因
整備事業組成者であったColours International が、2023年7月に出資法違反の容疑で起訴されたリベレステ株式会社 から多額の融資を受けなければならない程、財務基盤が脆弱であったことが資金難に陥った原因であったと思われる。（「Colours International #リベレステとの関係」を参照）
2021年以降、Colours Internationalは企業活動を停止した。（「Colours International #コロナ禍から活動停止へ（2020年～2021年）」を参照）

## フロア構成
宇都宮駅のシンフォニー病院の西側に建設予定である、27階建て、高さ120 mの複合施設棟②の６～27階に入居する予定であった。
- 6階 - レストラン厨房 [22]
- 7階 - スポーツジム、レストラン（鉄板焼き）[22]
- 8階 - ロビー、ラウンジ、カフェ [22]
- 9～24階 - 客室[22]
- 25階 - レストラン（日本料理、タイ料理）[22]
- 26階 - レストラン（フランス料理、会議室）[22]
- 27階 - 宴会場[22]

## 年表
- 2017年 3月 - Colours Internationalとタイの大手ホテルグループ、デュシット・インターナショナルが合弁会社「Dusit Colours（デュシットカラーズ）株式会社」の設立に合意[4]。
- 2018年　この年からリベレステ株式会社からColours Internationalへの融資が始まる[20]
- 2019年
  - 1月 – JR宇都宮駅東口地区整備事業の一環として、デュシタニホテル出店計画が公表される[8]
  - 8月 - Colours Internationalはデュシタニ宇都宮を出店するため、特定目的会社である合同会社Dusit Thani宇都宮を設立[9]
  - 9～11月頃 - Colours Internationalは期日までにホテル整備資金の具体的裏付けを提示できず[11]
  - 12月 - Dusit Colours株式会社がD & J 株式会社に名称を変更 [12]（出資比率はデュシット・インターナショナルの100％に変更[14]され、同社の完全子会社となり、事実上、Colours Internationalはデュシタニホテルの事業から撤退）
- 2020年
  - 3月 - 世界保健機関（WHO）は新型コロナウイルスの世界的な感染拡大を「パンデミック」に相当すると認定する[16]
  - 6月 - Colours Internationalが2019年の段階で資金調達に難航し、宇都宮でのデュシタニホテルの開業が見通せなくなったことが明らかになる[15]
- 2021年 5月 - Colours Internationalが企業活動を停止 （「Colours International #コロナ禍から活動停止へ（2020年～2021年）」を参照）
- 2022年 11月 - JR宇都宮駅東口地区の「まちびらき記念式典」が開催されるが、複合施設棟②着工の目途は立たず[23]